# 구루타밍
구루타밍(영어: Glutamine, 일본어: ぐるたみん)은 니코니코 동화에서 활동하고 있는 우타이테 겸 싱어송라이터이다.

## 특징
니코니코 동화에서 활동하고 있는 우타이테 겸 싱어송라이터로, 닉네임의 어원은 아미노산의 하나인 글루타민.  우타이테 데이터베이스에 따르면 전체 우타이테 중 11위. 가수로서의 특징은 청량감마저 느껴지는 시원한 고음. 대신 가사는 말 그대로 어렴풋한 기억으로 부르기 때문에 기억이 안나서 허밍으로 대충 넘길 때가 많은데, 그 때문에 오히려 폭발적인 인기를 얻고 있다. 그러나, 가끔씩 시청자의 요청에 답하기 위해 진심으로 노래한다. 어렴풋한 기억으로 부르다가 갑자기 가사를 다 맞게 부를 때가 있는데, 이 때를 특히 SCT, 슈퍼 컨닝페이퍼 타임(Super Cunningpaper Time)이라고 한다. 뇌장작렬걸이나 인비저블 같은 빠른 노래들은 제대로 불러도 가사가 뭉개지기도 한다.
고음으로 유명하지만, 생방송을 들어보면 원래 목소리 톤은 매우 저음이다. 즉 단순히 음역대가 높은 것만이 아닌, 저음에서 고음까지 다 소화할 수 있는 넓은 음역대를 가졌다. 가끔씩 내는 저음도 매우 인기가 많으며, 마트료시카 앞부분을 들어봐도 확인할 수 있다.